# Лодердейл (Міссісіпі)
Лодердейл (англ. Lauderdale) — переписна місцевість (CDP) в США, в окрузі Лодердейл штату Міссісіпі. Населення — 395 осіб (2020).

## Географія
Лодердейл розташований за координатами 32°30′37″ пн. ш. 88°31′35″ зх. д. / 32.51028° пн. ш. 88.52639° зх. д. (32.510395, -88.526366).  За даними Бюро перепису населення США в 2010 році переписна місцевість мала площу 7,41 км², уся площа — суходіл.

## Демографія
Згідно з переписом 2010 року, у переписній місцевості мешкали 442 особи в 180 домогосподарствах у складі 121 родини. Густота населення становила 60 осіб/км².  Було 193 помешкання (26/км²).
Расовий склад населення:
| - 51,4 % — чорних або афроамериканців - 47,5 % — білих |

До двох чи більше рас належало 1,1 %. Частка іспаномовних становила 0,2 % від усіх жителів.
За віковим діапазоном населення розподілялося таким чином: 25,6 % — особи молодші 18 років, 62,9 % — особи у віці 18—64 років, 11,5 % — особи у віці 65 років та старші. Медіана віку мешканця становила 37,8 року. На 100 осіб жіночої статі у переписній місцевості припадало 99,1 чоловіків;  на 100 жінок у віці від 18 років та старших — 99,4 чоловіків також старших 18 років.
Середній дохід на одне домашнє господарство  становив 20 839 доларів США (медіана — 25 895), а середній дохід на одну сім'ю — 29 779 доларів (медіана — 27 105). За межею бідності перебувало 13,4 % осіб, у тому числі 0,0 % дітей у віці до 18 років та 44,9 % осіб у віці 65 років та старших.
Цивільне працевлаштоване населення становило 189 осіб. Основні галузі зайнятості: будівництво — 47,1 %, освіта, охорона здоров'я та соціальна допомога — 16,4 %, виробництво — 15,9 %.